# آنتونیو دومنیکالی
آنتونیو دومنیکالی (ایتالیایی: Antonio Domenicali; ۱۷ فوریهٔ ۱۹۳۶ – ۵ ژوئیهٔ ۲۰۰۲) دوچرخه‌سوار اهل ایتالیا بود.
وی در مسابقات کشوری و بین‌المللی در مجموع برندهٔ ۱ مدال طلا شده‌است.